# Друштво књижевника Војводине
Друштво књижевника Аутономне покрајине Војводине (скраћено ДКВ) је друштво које окупља књижевнике на простору АП Војводине. Има око 490 чланова који пишу на свим званичним језицима који су у употреби у Аутономној покрајини Војводини. Највећи број пише на српском, а значајан део на мађарском. Друштво има и око седамдесетак књижевних преводилаца. Седиште Друштва је у улици Браће Рибникар бр. 5. у Новом Саду.
Актуелни председник ДКВ је Јован Зивлак, песник и есејиста, потпредседници су Фрањо Петриновић, прозни писац и Јанош Бањаи, критичар и есејиста.

## Историја друштва
Секција војвођанских писаца се издвојила из Удружења књижевника Србије 1966. године, а 1976. је формирано Друштво књижевника и књижевних преводилаца Војводине. 
ДКВ је у свом вишедеценијском деловању било организатор значајних књижевних манифестација (Књижевна колонија у Чортановцима, књижевни каравани, књижевне промоције, Конгрес писаца Југославије), покретач је и издавач или суиздавач многих књижевних публикација.
Међународни новосадски књижевни фестивал основан је 2006. и представља значајне ауторе из земље и света. Одржава се сваке године последње недеље августа. 

## Циљеви Друштва
Главни циљеви Друштва књижевника Војводине:
- унапређује и афирмише оригинално књижевно и преводилачко стваралаштво;
- штити слободу књижевног стваралаштва и залаже се за повољан материјални и друштвени положај књижевних стваралаца;
- води бригу о заштити моралних и материјалних ауторских права својих чланова;
- залаже се за културну, националну, језичку, верску, етничку толеранцију, толеранцију уверења и равноправност;
- приређује књижевне расправе, скупове и трибине;
- бави се непрофитном издавачком делатношћу у циљу унапређивања и популаризације и ширења књижевности;
- сарађује са другим удружењима књижевних стваралаца, уметничким и културним удружењима, организацијама и институцијама у земљи и иностранству.

## Неки од садашњих и бивших чланова
- Славко Алмажан
- Милан Антуновић
- Јанош Бањаи
- Петко Војинић Пурчар
- Миро Вуксановић
- Славко Гордић
- Иван Даников
- Младен Дражетин
- Мирослав Егерић
- Томислав Жигманов
- Јован Зивлак
- Перо Зубац
- Светозар Кољевић
- Петру Крду
- Илдико Ловаш
- Алпар Лошонц
- Јасна Мелвингер
- Милован Миковић
- Милица Мићић Димовска
- Иван Негришорац
- Милан Ненадић
- Фрања Петриновић
- Ђорђе Писарев
- Драган Бабић
- Вујица Решин Туцић
- Ђорђо Сладоје
- Никола Страјнић
- Јулијан Тамаш
- Алекса Ђукановић
- Владимир Тасић
- Тибор Варади
- Милан Тодоров
- Ото Толнаи
- Корнелија Фараго
- Вићазослав Хроњец

## Часопис
Друштво књижевника Војводине издаје на српском реномирани часопис "Златна греда" (2001) који се бави књижевношћу, уметношћу и књижевном теоријом. Главни и одговорни уредник „Златне греде“ је Јован Зивлак.

## Награде ДКВ-а
ДКВ од 1980. године додељује годишње награде (за животно дело, за књигу и за превод године, као и награде за најбоље књиге на језицима националних мањина (на мађарском, хрватском, словачком, румунском и русинском), чији носиоци су неки од најзначајнијих књижевних стваралаца Војводине). Писци који су дали допринос угледу Друштва и култури у Србији су, свакако, Бошко Петровић, Младен Лесковац, Александар Тишма, Мирослав Антић, Имре Бори, Ференц Фехер, Раду Флора, Флорика Штефан, Паљо Бохуш, Ђуро Папхархаји и други. 
Од оснивања ДКВ додељује Бранкову награду за најбољу прву песничку књигу објављену на српском језику аутора до 29 година, која је једна од најпрестижнијих књижевних награда за младе песнике у Југославији, тј. у Србији. Први добитник награде 1954. године је био Васко Попа. Бранкова награда се додељује од 2006. године на Међународном новосадском књижевном фестивалу, а главна награда Фестивала је Међународна награда за књижевност „Нови Сад”. Досадашњи добитници су Кристоф Мекел, познати немачки песник, Жан-Пјер Фај, песник, прозни писац и филозоф из Француске и Бен Окри, прозни писац и песник из Нигерије, који живи у Енглеској. 